# Rafaëla Maria Boreel de Mauregnault
Jkvr. Raphaëla Maria Alexandra Anthonia Johanna Batista Wilhelma Boreel de Mauregnault (1853-1911) was de dochter van jhr. Petrus Boreel de Mauregnault en Maria Judith Guljé.
Zij was kasteelvrouwe van Asten van 1896 tot 1911. Zij erfde dit van haar moeder omdat haar broer door zelfmoord om het leven was gekomen.
In 1877 trouwde zij met Franciscus Ernest Alexander van Hövell. Het echtpaar kreeg zeven kinderen, onder wie:
- Clemens Ernest Alexander baron van Hövell van Westervlier en Weezeveld, heer van Asten en Ommel (1878-1956);
- Frans Alexander Joseph baron van Hövell tot Westerflier en Weezeveld (1884-1943), burgemeester.

Na de dood van Rafaëla bleef haar echtgenoot kasteelheer van Asten totdat het overging op hun oudste zoon.